# Bansdih
Bansdih is een nagar panchayat (plaats) in het district Ballia van de Indiase staat Uttar Pradesh. 

## Demografie
Volgens de Indiase volkstelling van 2001 wonen er 20.232 mensen in Bansdih, waarvan 51% mannelijk en 49% vrouwelijk is. De plaats heeft een alfabetiseringsgraad van 53%. 